# Necronomicon
Necronomicon er en fiktiv lærebog, der optræder gentagne gange i historier af den amerikanske horrorforfatter H.P. Lovecraft. Bogen indeholder blandt andet beskrivelser af, hvad Lovecraft kalder "the Old Ones" – en gruppe af oprindelige kosmiske væsner, der siges at være begravet i den mystiske by R'lyeh som beskrevet i Lovecrafts mest berømte historie Call of Cthulhu. Necronomicon har sidenhen optrådt jævnligt i nyere horror- og fantasy-litteratur.
| Fiktion | Spire Denne artikel om en historie eller noget fiktivt er en spire som bør udbygges. Du er velkommen til at hjælpe Wikipedia ved at udvide den. |